# 중국계 프랑스인
중국계 프랑스인(프랑스어: Français d'origine chinoise; 중국어: 华裔法国人)은 프랑스에서 태어났거나 이주한 중국인 조상의 사람들로 구성되어 있다. 그 공동체의 인구는 약 60만 명에서 70만 명으로 추산되며, 그 나라에서 가장 큰 아시아 공동체가 된다. 비록 그들은 화교 인구의 작은 부분을 형성하지만, 프랑스에 있는 화교 디아스포라는 유럽에서 가장 큰 화교 커뮤니티를 대표한다.

## 문화 프로필
프랑스의 중국인 사회는 이주 역사와 중국어의 변종에 따라 세 개의 다른 그룹으로 분류할 수 있다.

### 윈저우어
원저우시와 저장성 남부에서 온 화교들은 프랑스에서 가장 크고 확립된 화교 공동체를 형성하고 있으며, 인구는 2010년 기준으로 약 350,000명이다. 프랑스로 이주한 최초의 중국인은 19세기 말에 도착했고, 중국 도자기를 생산하는 원저우 상인으로 구성되었다. 제1차 세계 대전 동안 프랑스에서 일하기 위해 모집된 10만 명의 중국인 노동자들 중 대다수는 원저우 지역에서 왔고, 소수의 노동자들은 전쟁이 끝난 후에도 프랑스에 남아 있었다.  1970년대와 1980년대에 원저우에서 온 중국인들의 큰 물결이 프랑스에 도착했고, 이미 프랑스에 있는 가족들에 의해 그 수가 넘어왔다.

### 프랑스령 인도차이나의 중국인
1975년 베트남 전쟁이 끝난 후, 동남아시아의 옛 프랑스 식민지(베트남, 라오스, 캄보디아)에서 온 많은 화교들이 공산당의 국가 점령과 새 정부의 박해를 피해 프랑스로 이주했다. 인구는 2010년 기준으로 약 150,000명이다.  그들의 기원은 이전 프랑스 식민지에서 비롯되었고, 그들의 프랑스 사회로의 동화 수준은 대부분 빠르고 성공적이었으며, 프랑스에서 가장 통합된 중국인 공동체이다. 인도차이나에서 온 화교들은 그들의 이전 국가들과 마찬가지로 특히 이민 세대들 사이에서 상업에 많이 관여하고 있으며, 평균 소득 수준은 국가 중위수보다 높다.
차우저우어는 이 공동체에서 가장 많이 사용되는 중국어 품종으로, 인도차이나에서 중국인들 사이에서 역사적 공통어로서의 지위 때문에 광둥어도 널리 보급되고 공통의 상업 및 공동체 언어로 사용된다. 또한 베트남어에 대한 지식은 주로 남베트남에서 유래한 난민 세대들 사이에서 흔하며, 라오어와 크메르어는 각각 라오스와 캄보디아에서 유래한 소수의 난민들 사이에서 회자된다.

### 둥베이
지난 10년 동안, 프랑스로의 새로운 중국 이민자들은 대부분 중국 북동부(둥베이)에서 유래했다. 인구는 2010년 기준으로 약 15,000명이다. 이 중국인 공동체에서는 여성이 남성보다 훨씬 많고, 조국 생활에 대한 불만 때문에 새로운 삶을 정착하기 위해 중국을 떠나 프랑스로 가는 경우가 많다. 둥베이족의 교육 수준은 중등 수준부터 고등 교육 학위까지 다양하며, 원저우 이민자보다 높고 인도차이나에서 온 중국인들과는 약간 낮다. 그 공동체는 최근에야 설립되기 시작했고, 일부 구성원들은 설립을 하고 경제적으로 독립했다. 그럼에도 불구하고, 프랑스 내 중국계 매춘부들의 압도적 다수가 둥베이에서 왔으며, 이 단체는 여전히 프랑스에 있는 다른 중국계 동료들로부터 경멸을 받고 있다. 만다린은 이 공동체 구성원들 사이에서 가장 흔하게 사용되는 중국어 품종이다.

## 공동 관계
같은 민족임에도 불구하고, 프랑스의 중국인 사회는 위에서 언급한 언어 집단과 이주 집단으로 나뉘어 있다. 공동체 조직은 전체 중국 인구보다는 특별히 그들의 목표 이주 집단에 봉사한다. 둥베이 커뮤니티는 최근 원저우 커뮤니티 그룹에 참여하고 많은 구성원들이 원저우 중국 지역에 정착했지만, 인도차이나에서 온 중국인들은 여전히 중국 본토에서 온 또래 그룹들과 거의 교류하지 않는다.
프랑스 내 중국인 공동체의 이러한 분열은 역사, 집단 간의 동화 수준, 그리고 그보다 적은 범위에서는 정치에 뿌리를 두고 있다. 인도차이나에서 온 중국인들은 주로 베트남 전쟁 난민으로 프랑스에 도착했지만, 원저우인과 둥베이 이민자들은 경제적인 목적으로 왔고, 일부는 몇 년 후에 중국으로 돌아갈 의도를 가지고 있었다. 비록 원저우 사람들은 프랑스에서 가장 오래된 중국인 집단을 형성하지만, 그들은 대부분 그들의 공동체 안에 머무르고 주로 사업과 젊은 세대들 사이에서 교육을 통해 프랑스 대중들과 교류하며, 가장 덜 동화되었다. 언어 장벽뿐만 아니라 중국으로부터의 기원 때문에, 둥베이 이주민들은 인도차이나 공동체보다는 원저우 공동체와의 관계를 선호해왔다.
이와는 대조적으로, 옛 프랑스령 인도차이나에서 온 중국인들의 이민 세대는 빠르게 통합되었고, 짧은 시간 안에 프랑스 사회에 정착했다. 인도차이나에서 온 중국인들은 본토의 중국인 집단에 대해 프랑스인들의 부정적인 견해를 공유하며, 그들의 폐쇄적인 공동체와 기성 이민자들 사이에서 프랑스인들의 능력이 형편없다고 비판한다. 사실, 대부분의 공동체 구성원들은 보통 (출신 국가에 따라) 프랑스에 있는 베트남, 라오스 또는 캄보디아 인구와 연관된다.

## 저명한 인물
- 다이 시지에
- 베레니스 마를로
- 가오싱젠
- 장 파스콸리니
- 밀렌 잠파노이
- 자오우키
- 프레데리크 쇼

## 같이 보기
- 화교